# Gunnar de Frumerie
Per Gunnar Fredrik de Frumerie (født 20. juli 1908 i Nacka, Stockholms län, død 9. september 1987 i Täby, Stockholms län) var en svensk komponist og pianist. 
de Frumerie studerede klaver i Stockholm og Wien, og senere hos Alfred Cortot i Paris.
Han studerede så komposition på Kungliga Musikhögskolan i Stockholm. Han komponerede i romantisk stil, og hans Pastoral suite for fløjte, harpe og strygeorkester er af et internationalt format. Han har komponeret koncerter, orkesterværker, kammermusik etc.

## Udvalgte værker
- Symfoniske Variationer "Over forårsvindene sunde" (1941) - for orkester
- Ballade (1975) - for orkester
- Pastoral suite (1933-1941) - for fløjte, harpe og strygeorkester
- Symfonisk ballade (1944) - for klaver og orkester
- Cellokoncert (1949, Rev. 1984) - for cello og orkester
- Trombonekoncert (1986) - for trombone og orkester
- 2 Klaverkoncerter (1929, 1935) - for klaver og orkester
- Violinkoncert (1936, Rev. 1976) - for violin og orkester
- Singoalla (1940) - opera
- Dante (1977) – for stemme og orkester
- 2 Klavertrioer (1932, Rev. 1975, 1952) - kammermusik
- 2 Cellosonater (19?, 1949) - for solo cello